# Piotr Romanovski
Piotr Romanovski (en russe : Пётр Арсеньевич Романовский) est un joueur d'échecs soviétique né le 29 juillet 1892 à Saint-Pétersbourg et mort le 1er mars 1964 à Moscou. Maître international à partir de 1950, il fut champion d'URSS en 1923 et 1927.

## Biographie et carrière

### Jeunesse

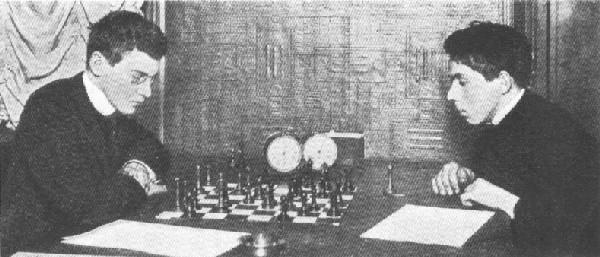
Alekhine et Romanovski au championnat amateur pan-russe de 1909 à Saint-Pétersbourg.

Piotr Romanovski apprit les échecs à Saint-Pétersbourg. En 1909, il finit 10e-11e du championnat pan-russe amateur (janvier-mars, victoire d'Alekhine), puis il termina troisième au tournoi de printemps de Saint-Pétersbourg avec 9 points sur 13 (premier : Levenfisch). À 21 ans, il remporta le championnat de l'institut polytechnique de Saint-Pétersbourg en 1913, puis le championnat des universités en 1914. Lorsque la Première Guerre mondiale éclata, en août 1914, il participait au tournoi B (Hauptturnier) de Manheim en Allemagne et il finit 2e-4e du tournoi. Pendant la grande guerre, Romanovski fut interné avec Efim Bogoljubov, Ilia Rabinovitch et Alekseï Selesnieff contre lesquels il disputa plusieurs tournois à Triberg. 

### Années 1920 et 1930: champion d'URSS

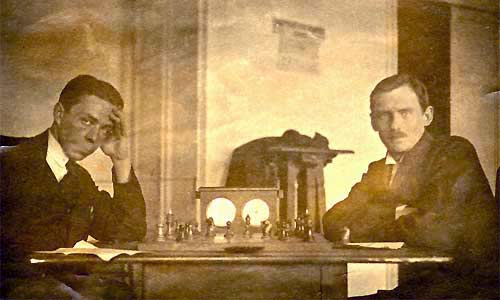
Romanovski et Alekhine lors du 1er championnat d'URSS en 1920.

En 1920, revenu en Russie, Piotr Romanovski finit deuxième du championnat pan-russe à Moscou remporté par Alexandre Alekhine, puis il perdit un match contre Rabinovitch à Léningrad. En 1923, à Léningrad, il remporta le deuxième championnat d'URSS et il finit deuxième du tournoi de Novgorod, derrière Rabinovitch. En 1924, il finit deuxième du championnat d'URSS et perdit un match contre le champion Bogoljubov : 4 à 8. En janvier 1925, il remporta avec Bogoljubov un tournoi à Léningrad avec 7 points sur 9, puis le quatrième championnat de Léningrad, ex æquo avec Iline-Jenevski, Levenfisch et Rabinovitch. Lors du tournoi d'échecs de Moscou 1925, il finit 7e-8e, ex æquo avec Richard Réti, avec 11,5 points sur 20, derrière Bogoljubov, Lasker, Capablanca et Marshall. En 1927, il remporta un tournoi à Léningrad (+8 =2) devant Botvinnik, puis un tournoi à Moscou avec 13,5 points sur 15 (+12 =3) et, en septembre-octobre, le championnat d'URSS 1927.
En 1930 Romanovski fut vainqueur du tournoi de Leningrad (15/16) et deuxième du championnat de Leningrad derrière Botvinnik. Il remporta le tournoi de maîtres de Leningrad  en 1933, ex æquo avec Botvinnik et finit dixième du championnat d'URSS la même année. En 1934, il termina deuxième-troisième avec Rioumine du tournoi international de Léningrad remporté par Botvinnik (devant Max Euwe), deuxième du tournoi de Moscou, remporté par Aleksandr Tolouch, et fut le premier soviétique à recevoir le titre de maître ès sport. En 1935, il termina 8e-10e du tournoi international de Moscou avec 10 points sur 19.  Deux ans plus tard, il remporta le tournoi de Leningrad en 1937, ex æquo avec Tolouch. 
Dans les années 1930, il se consacra à la rédaction de livres et d'articles sur les échecs. Il publia notamment un livre sur le milieu de jeu à Léningrad en 1929.

### Dernières années
En janvier 1942, pendant le siège de Léningrad, Piotr Romanovski fut retrouvé à moitié inconscient, mourant de faim et de froid tandis que ses quatre filles étaient mortes. En mai 1942, il fut transféré  par Alatortsev dans le sanatorium gouvernemental de la ville d'Ivanovo (près de Moscou) et, en cours de rétablissement, il remporta (avec 10 points sur 10) le championnat de la ville. En 1944, il finit troisième d'un tournoi d'entraînement et rencontra sa deuxième femme. En 1945, Romanovski participa à sa dernière finale du championnat d'URSS et finit quinzième. En 1946, il remporta le championnat des clubs « bolchevik » avec 8,5 points sur 9. En 1948, il finit troisième du mémorial Rioumine à Moscou, remporté par Youri Averbakh et Ilia Kan.
En 1950, la Fédération internationale des échecs lui décerna le titre de maître international, puis celui d'arbitre international en 1951. En 1956, il reçut le titre d'entraîneur honoraire de l'Union soviétique. Il mourut en 1964.

## Championnats d'URSS
- 1920 : 2e : 11 / 15 (1er : Alekhine)
- 1923 : champion d'URSS : 10 / 12
- 1924 : 2e : 12,5 / 17 (1er : Bogolioubov),
- 1925 : 6e-8e : 11 / 19 (1er : Bogolioubov),
- 1927 : champion d'URSS, covainqueur avec Bogatyrtchouk : 14,5 / 20.
- 1933 : 10e-11e : 9,5 / 19 (vainqueur : Botvinnik)
- 1939 : dernier : malade, Romanovski abandonna après 14 parties : 3,5 / 14 (vainqueur : Botvinnik)
- 1945 : 15e : 6,5 / 17 (vainqueur : Botvinnik)